# Игуманија Теодора (Васић)
Теодора (световно Јелена Васић; Београд, 16. мај 1968) православна је монахиња и игуманија Манастира Ваведења.

## Биографија
Игуманија Теодора (Васић) рођена је 16. маја 1968. године у Београду, од побожних и честитих родитеља. Приликом крштењу је добила име Јелена. Основну школу је завршила у родном месту а потом и Дванаесту београдску гимназију.
Дипломирала је на Богословском факултету у Београду, као студент теологије певала је три и по године у хору професора црквеног појања Предрага Миодрага у Црква Светог Марка. Свој монашки пут започиње 2000. године када долази у Манастир Ваведење Пресвете Богородице у Београду, код тадашње старешине игуманије мати Агније (Дмитровић), као искушеница.
Замонашена је у чин расе 7. јула 2000. године од патријарха српског господина Павла (Стојчевића), добивши монашко име Теодора. У чин мале схиме замонашена је 29. јула 2018. године у Ваведењу, од стране патријарха српског господина Иринеја (Гавриловића).
Монахиња Теодора постављена је за намесницу 30. марта 2012. године. У Санкт Петербургу, 19. јануара 2013. године добија Сверуску православну књижевну награду Светог благоверног кнеза Александра Невског за „допринос у развоју руско-српске културне размене“, која јој је уручена у Свето-Тројичној Александро-Невској лаври.
Постављена је 5. маја 2020. године игуманију Манастира Ваведења Пресвете Богородице у Београду, од стране патријарха српског господина Иринеја. Мати Теодора је пета игуманија.